# Graciela Naranjo
Graciela Naranjo [nah-rahn'-ho] (25 tháng 12 năm 1916 - 11 tháng 4 năm 2001) là một ca sĩ và diễn viên người Venezuela. Là người tiên phong trong lĩnh vực phát thanh, điện ảnh và truyền hình ở quê nhà, cô ra mắt sự nghiệp với tư cách là một ca sĩ bolero vào năm 1931. Từ những năm ba mươi trở đi, cô trở thành ca sĩ, cô xuất hiện trong các bộ phim và có một chương trình truyền hình của riêng mình trong một sự nghiệp dài vô cùng. kéo dài từ năm 1931 đến năm 2000. Bà là mẹ của Alberto Naranjo, một nhạc sĩ người Venezuela được kính trọng.

## Nghề nghiệp
Graciela Naranjo sinh ra ở Maiquetía, Vargas. Mồ côi năm bảy tuổi, cô được chuyển đến Caracas để được nuôi bởi người dì. Cô bắt đầu hát nhạc Giáng sinh trong một nhóm san hô nhà thờ lúc chín tuổi, sau đó xuất hiện lần đầu chuyên nghiệp của cô tại Broadcasting Caracas khi cô mới chỉ 15. Chủ yếu tự học, cô đã có một ấm trầm giọng nói như sáng tạo của mình với phân nhịp đằng sau-the-beat và cường độ cảm xúc mà cô ấy đưa vào những lời cô ấy hát, phục vụ để biến những giai điệu mới lạ và những bài hát nhẹ nhàng thành những phương pháp điều trị dứt khoát, dựa trên bolero. Graciela Naranjo thường thực sự sống những lời cô ấy hát, đặc biệt là trong những năm sau đó.
Từ giữa những năm 1930 đến cuối những năm 1940, Naranjo đã chia sẻ các sân khấu với nhiều nghệ sĩ đến từ khắp nơi trên thế giới, bao gồm Ary Barroso, Carlos Gardel, Tito Guízar, Agustín Lara và Pedro Vargas, để trở thành một người nổi tiếng khét tiếng trong khi lượng khán giả của cô tăng lên rất nhiều. Cô cũng làm phim ở Venezuela bên cạnh Amador Bendayán và Alfredo Sadel, trong số những nghệ sĩ quan trọng khác, xuất hiện trong Romance aragüeño (1939), Misión atómica (1947), và A La Habana me Journey (1949). Graciela Naranjo cũng được Orquesta Anacaona nổi tiếng hát n trong một vài bài hát được thu âm ở Venezuela vào năm 1943.
Với việc thành lập truyền hình ở Venezuela vào đầu những năm 1950, Graciela Naranjo đã tổ chức chương trình truyền hình của riêng cô tại Televisa hiện không còn tồn tại từ năm 1954 -55. Tại thời điểm này, Graciela Naranjo đã nhận được lời đề nghị hợp đồng từ Colombia, Cuba, México và Puerto Rico, nhưng đã chọn gắn bó với thủ đô Caracas và nuôi nấng gia đình thay vì theo đuổi sự nghiệp nghệ thuật quốc tế. Graciela Naranjo gặt hái thành công tiềm năng cho đến khi cuối cùng trở thành một điểm thu hút truyền hình lớn trong khi ở tuổi 40, nghỉ hưu vào năm 1961 trong chương trình truyền hình Renny Ottolina. Sau đó, cô biểu diễn định kỳ, nhưng không thường xuyên, tại đài phát thanh, trường đại học và chương trình hoài cổ cho đến đầu những năm 1980.